# Erysimum marshallii
Erysimum marshallii là một loài thực vật có hoa trong họ Cải. Loài này được Bois mô tả khoa học đầu tiên năm 1913.